# Shuttle Training Aircraft

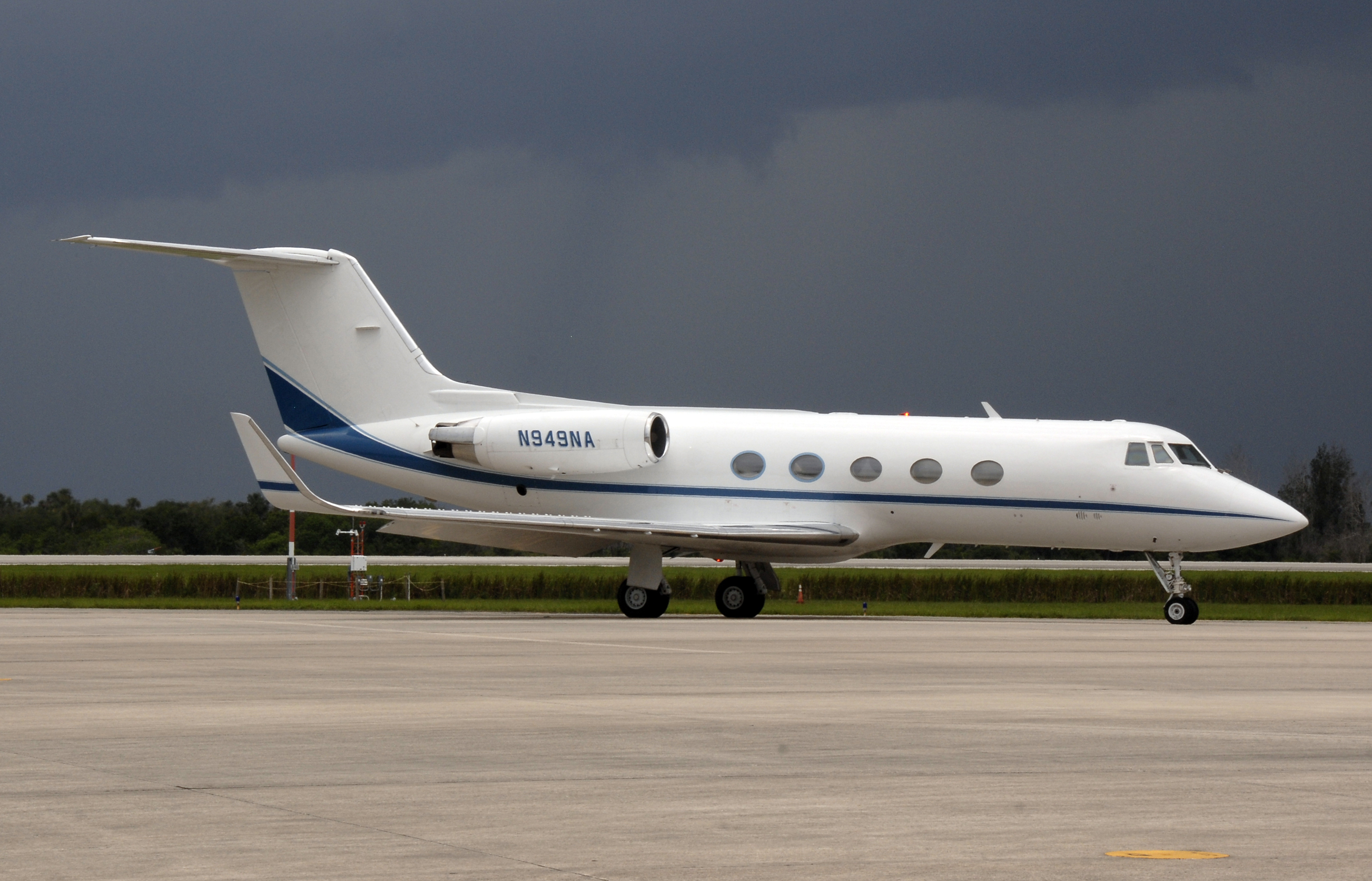
Shuttle Training Aircraft (N949NA)

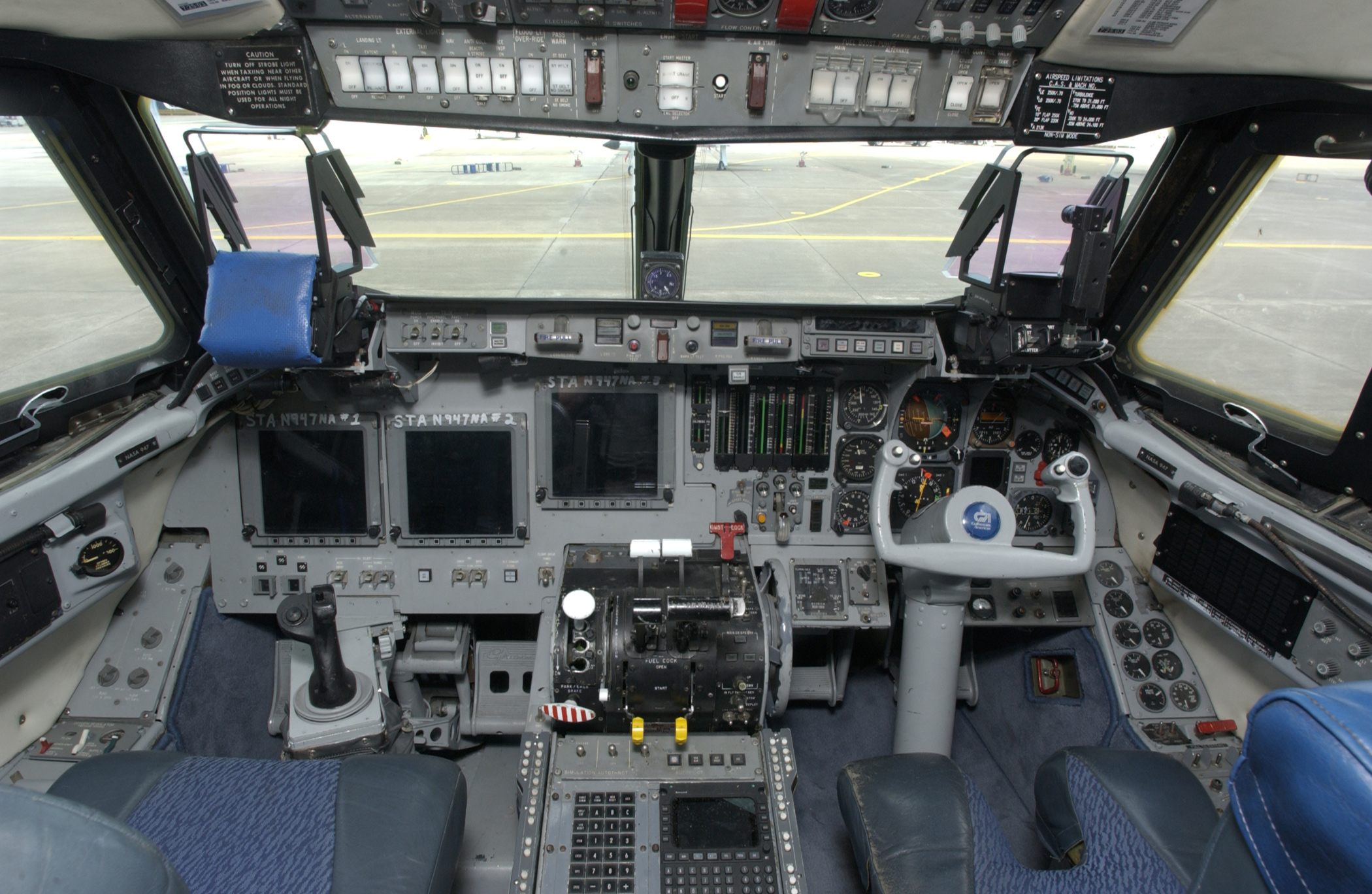
Cockpit eines STA

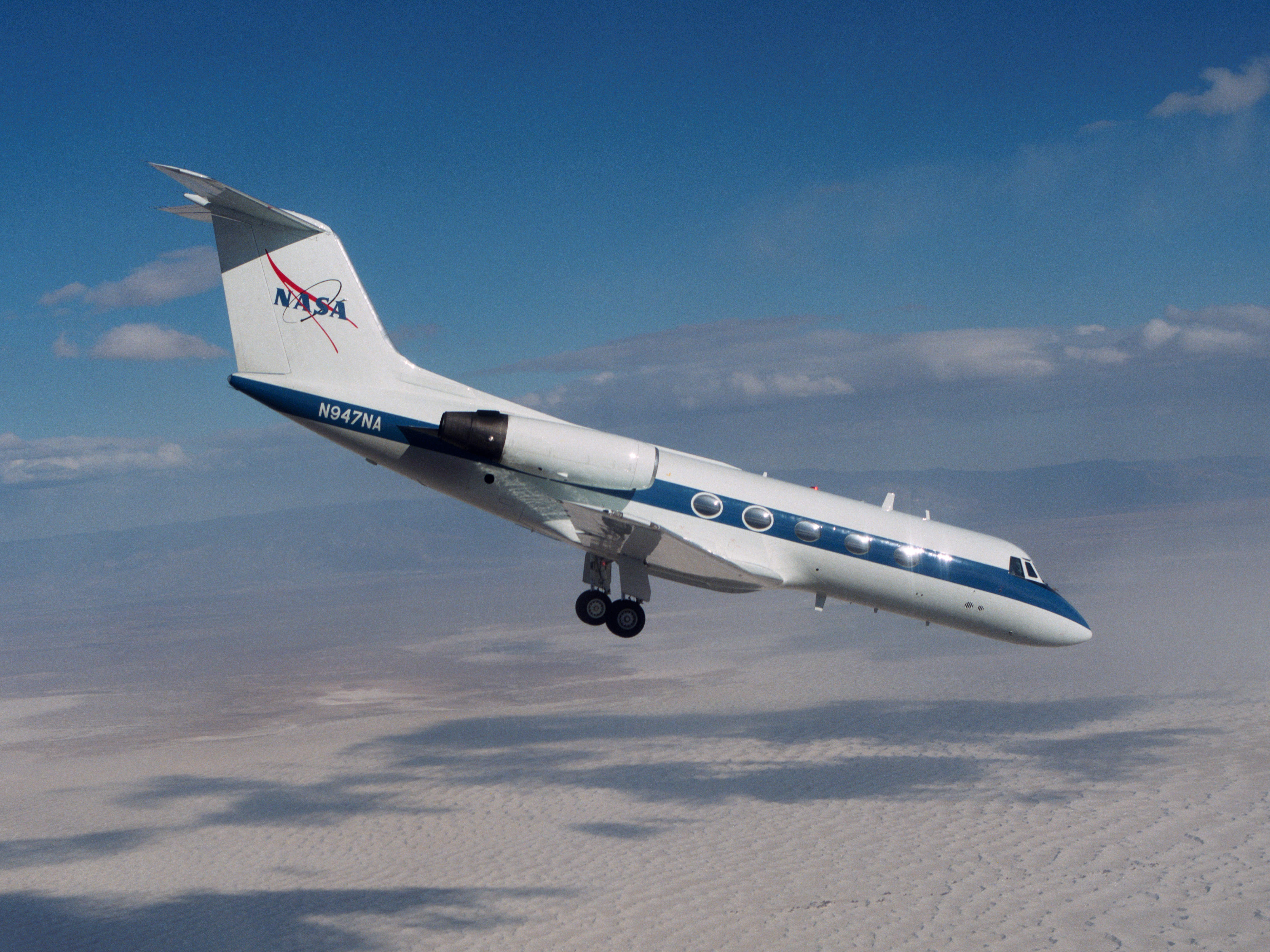
Das STA landet wesentlich steiler als andere Flugzeuge.

Shuttle Training Aircraft (STA) sind Flugzeuge der NASA, welche die Handhabung und die Steuerung eines Space Shuttles während der Landung simulierten, um die Astronauten auf die Landung vorzubereiten. Es handelt sich dabei um modifizierte Gulfstream II. Inzwischen ist die Flotte nach Beendigung des Shuttle-Programms stillgelegt.

## Ausstattung
Die Außenausstattung wurde so modifiziert, dass das Flugzeug die hohen aerodynamischen Kräfte während der Landung eines Space Shuttles originalgetreu wiedergab, so dass es wesentlich steiler landete als übliche Flugzeuge. 
Der linke Platz im Cockpit des STA war genau wie das Space Shuttle ausgerüstet, auch das Sichtfeld wurde entsprechend angepasst. Der rechte Platz wurde von einem Ausbilder eingenommen und verfügte auch über die für Flugzeuge üblichen Steuerelemente.

## STA-Flotte
Die fünf STAs waren in Ellington Field in der Nähe des Lyndon B. Johnson Space Center in Houston stationiert. Es ist nicht genau bekannt, wie viele STAs die NASA bis zur Außerdienststellung noch in Betrieb hatte. Folgende Registriernummern besitzen die STAs:
- N944NA
- N945NA
- N946NA
- N947NA
- N949NA

Mit Einstellung des Shuttle-Programms wurden die Flugzeuge aus dem Flugbetrieb der NASA herausgenommen, sind derzeit eingemottet und verteilt auf verschiedene NASA-Einrichtungen. Da die Flugzeuge wegen ihrer besonderen Ausstattung und Eigenschaften als nicht verkaufbar galten, wurde erwartet, dass sie endgültig stillgelegt und als Ausstellungsstücke hergerichtet werden. Federführend für die Stilllegung war das Dryden Flight Research Center, wohin beispielsweise am 19. August 2011 das Flugzeug mit der Nummer N944NA überführt wurde.

## Zwischenfälle
Bei einem Trainingsflug am 2. Dezember 2003 befand sich ein STA in knapp 4000 Meter Höhe im Landeanflug auf die Shuttle Landing Facility am Kennedy Space Center, als eine Cockpitanzeige ein Problem mit der Schubumkehr meldete. Nach der Landung musste man feststellen, dass sich ein 265 kg schweres Teil von der Maschine gelöst hatte. Es konnte später durch Taucher aus dem Banana River geborgen werden. Für die STAs wurde ein Flugverbot ausgesprochen, bis die Ursache des Zwischenfalls geklärt wurde. Es stellte sich heraus, dass das Bodenpersonal in Ellington nicht gemäß den Vorschriften gearbeitet hatte. Außerdem hatte die Mannschaft, die das STA von Ellington an das KSC überführte, nach einem Arbeitstag von 19,5 Stunden die übliche Überprüfung nicht durchgeführt und dies auch nicht dokumentiert.